# Flensborg Søfartsmuseum
Flensborg Søfartsmuseum blev oprettet i 1984. Museet er indrettet i det forhenværende danske toldpakhus på Skibbroen ud mod byens havn.
Toldpakhuset blev opført i 1843 og står i dag på listen over bevarelsesværdige bygninger i byen. Meget karakteristisk er bygningens store magasiner. Her deponerede flensborgske købmænd varer som kaffe, te, krydderier og rom. I godt 130 år havde toldvæsenet til huse i toldpakhuset. I 1974 forlod de sidste toldere bygningen, som derefter kom i kommunens besiddelse. Huset blev restaureret og blev i 1984 endelig byens søfartmuseum.
Museet fortæller om Flensborgs udvikling som havne- og handelsby såvel som centrum for skibsbyggeri. Udstillingen belyser flensborgernes handelsforbindelser med det øvrige Norden og Hanseforbundet, hvalfangsten ved Grønland (Grønlandfarer) og flensborgernes handel med Dansk-Vestindien. Der vises et stort antal skibsportrætter, skibsmodeller og galionsfigurer. På stueetagen viser en stor model, hvordan byen så ud i byens blomstringstid omkring året 1600.
I bygningens kælder findes Tysklands eneste rommuseum. Rommuseet fortæller om Flensborgs historie som rommens by. Der vises, hvordan der i gamle tider fremstilledes rom i Flensborg. Umiddelbart overfor museet ligger byens museumshavn og dampskibet Alexandra.